# RQ-16 T-Hawk
RQ-16 T-Hawk — разведывательный БПЛА (вертолёт).
Был разработан компанией Honeywell в рамках программы «Боевые системы будущего» (FCS) Управления перспективных исследовательских программ Пентагона DARPA. В состав системы MAV входят два микробеспилотника и наземный пункт управления. Беспилотный вертолёт выполнен по соосной схеме. Отличительной особенностью - является способность на продолжительное время зависать в воздухе. ВМС США в 2007 году подписали контракт с компанией «Ханиуэлл» стоимостью 7,5 млн дол на приобретение 20 БЛА для их применения в Ираке. В начале 2008 года армия США направила в Ирак первую партию малоразмерных турбовентиляторных (БПЛА) MAV. Испытания в Ираке прошли успешно. ВМС США в январе 2008 г. заказали 186 комплексов, в состав которых вошли 372 аппарата (по два аппарата на один комплекс). T-Hawk провели аэросъёмку разрушений на станции Фукусима в апреле 2011 г.

## Лётно-технические характеристики
- Масса, кг - 6,6
- Тип двигателя - двс
- Мощность, л.с. - 6
- Максимальная скорость, км/ч - 81
- Потолок - 3200 м
- Практическая дальность, - км 11
- Продолжительность полёта, - 40 мин